# Paris (Missouri)
Paris település az Amerikai Egyesült Államok Missouri államában, Monroe megyében, melynek megyeszékhelye is. Lakosainak száma 1161 fő (2020. április 1.).

## Népesség
A település népességének változása:

| 2010 | 1 220 |
| 2020 | 1 161 |